# Yathreb Adel
Yathreb Adel (arabisch يثرب عادل; * 6. März 1996 in Kairo) ist eine ehemalige ägyptische Squashspielerin.

## Karriere
Yathreb Adel war ab 2011 als professionelle Spielerin auf der PSA World Tour aktiv und gewann auf dieser neun Titel. Nach einer Vier-Satz-Niederlage gegen Nour El Sherbini im Jahr 2012 wurde sie Vizeweltmeisterin bei den Junioren. Bereits 2011 gab sie nach überstandener Qualifikation ihr Debüt bei der Weltmeisterschaft. Ihre beste Platzierung in der Weltrangliste erreichte sie mit Rang 13 im Juli 2020. 2024 beendete sie ihre Karriere.
Sie studierte von September 2014 bis 2017 Business Management an der University of Roehampton.

## Erfolge
- Gewonnene PSA-Titel: 9